# Frederick Browning
Frederick Arthur Montague Browning (Kensington, 20 de diciembre de 1896-Menabilly, Cornualles; 14 de marzo de 1965) fue un militar británico que tomó parte en la Segunda Guerra Mundial, donde su más destacada participación la realizó como comandante suplente del Primer Ejército Aerotransportado Aliado en la Operación Market Garden. Fue también el esposo de la novelista Daphne du Maurier.
Browning ingresó en el ejército durante la Primera Guerra Mundial, donde conoció a Winston Churchill. Fue ascendido a capitán en 1920, a comandante en 1928 y obtuvo el rango de teniente coronel en 1935. Durante la Segunda Guerra Mundial luchó en el frente británico en África del Norte, Sicilia e Italia continental. En 1943, pasó a formar parte del Primer Ejército Aerotransportado Aliado, bajo las órdenes del estadounidense Lewis Brereton.
Tras el fracaso de la Operación Market Garden Browning no recibió más promociones y en 1948 se retiró del ejercicio para trabajar en la Tesorería Real.